# Köylüköyü, Hekimhan
Köylüköyü là một xã thuộc huyện Hekimhan, tỉnh Malatya, Thổ Nhĩ Kỳ. Dân số thời điểm năm 2011 là 120 người.